# Pseudaphritis
Pseudaphritis is een geslacht van straalvinnige vissen uit de familie van ijsvissen (Pseudaphritidae).

## Soorten
- Pseudaphritis porosus (Jenyns, 1842)
- Pseudaphritis undulatus (Jenyns, 1842)
- Pseudaphritis urvillii (Valenciennes, 1832)